# کمردار
کمردار روستایی در دهستان رضوان بخش کالپوش شهرستان میامی استان سمنان ایران است.

## جمعیت
بر پایه سرشماری عمومی نفوس و مسکن در سال ۱۳۹۵ جمعیت این روستا ۱۲۲ نفر (۳۷خانوار) بوده‌است.